# 奥村正太郎
奥村 正太郎（おくむら しょうたろう、1955年3月2日 - ）は、日本の経営者。奥村組社長を務めた。

## 来歴・人物
大阪府出身。1978年に慶應義塾大学商学部を卒業し、同年に大和銀行（現・りそな銀行）に入行した。1980年8月に奥村組に転じ、1989年6月に取締役に就任し、1993年6月に常務、1994年6月に副社長を経て、1995年6月に社長に就任。2001年12月に会長に就任し、2004年6月から相談役を務めた。
2006年6月にヤンマー社外監査役を務めている。